# 植木鉢

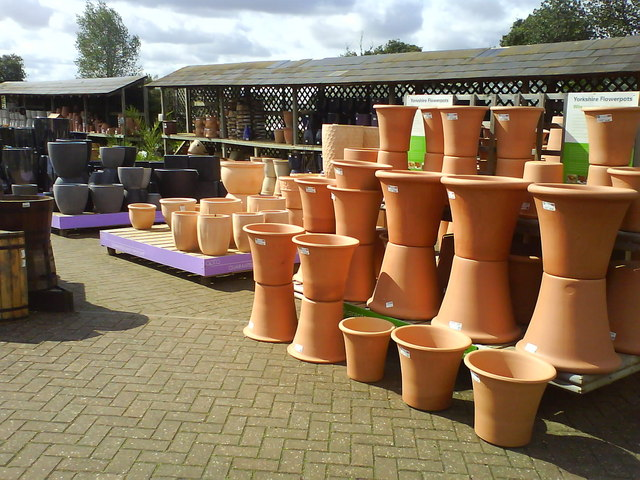
イギリスのバッキンガム・ガーデン・センターに並べられた植木鉢のかずかず。

植木鉢（うえきばち、英: flowerpot）とは、植物を植えるための鉢・容器の総称である。

## 概説
植木鉢とは植木や草・花など様々な植物を植えるための容器の総称である。植物は一般的に根を張り、そこから水分・養分を吸収するための土壌（土）が必要だが、それを保ってくれる容器である。また植物の角度や位置を保ってくれる。
植物の種まき、発芽、挿し木、栽培・育成、展示など様々な目的で用いられている。目的ごとに様々な分類があり、たとえば植物の生育過程別にみると、種まきに用いるものは「播種(はしゅ)鉢」、栽培途中に用いるものは「仕立て鉢（したてばち）」、仕立て上がった後に移し美しく見せるために用いるものを「化粧鉢」などと分類している。また形状による分類法など、様々な分類法がある。→#分類
なお、日本では植木鉢とプランターを形状的に区別することが多いが、欧米ではあまり区別をしない。「盆」とも呼び、古来鉢植えを「盆養」と呼んだ。
植木鉢は基本的に園芸店やホームセンターなどで購入できる。また、条件を満たす様々な容器をそのまま転用したり、加工して植木鉢とすることも可能である。

## 構造と材質
構造

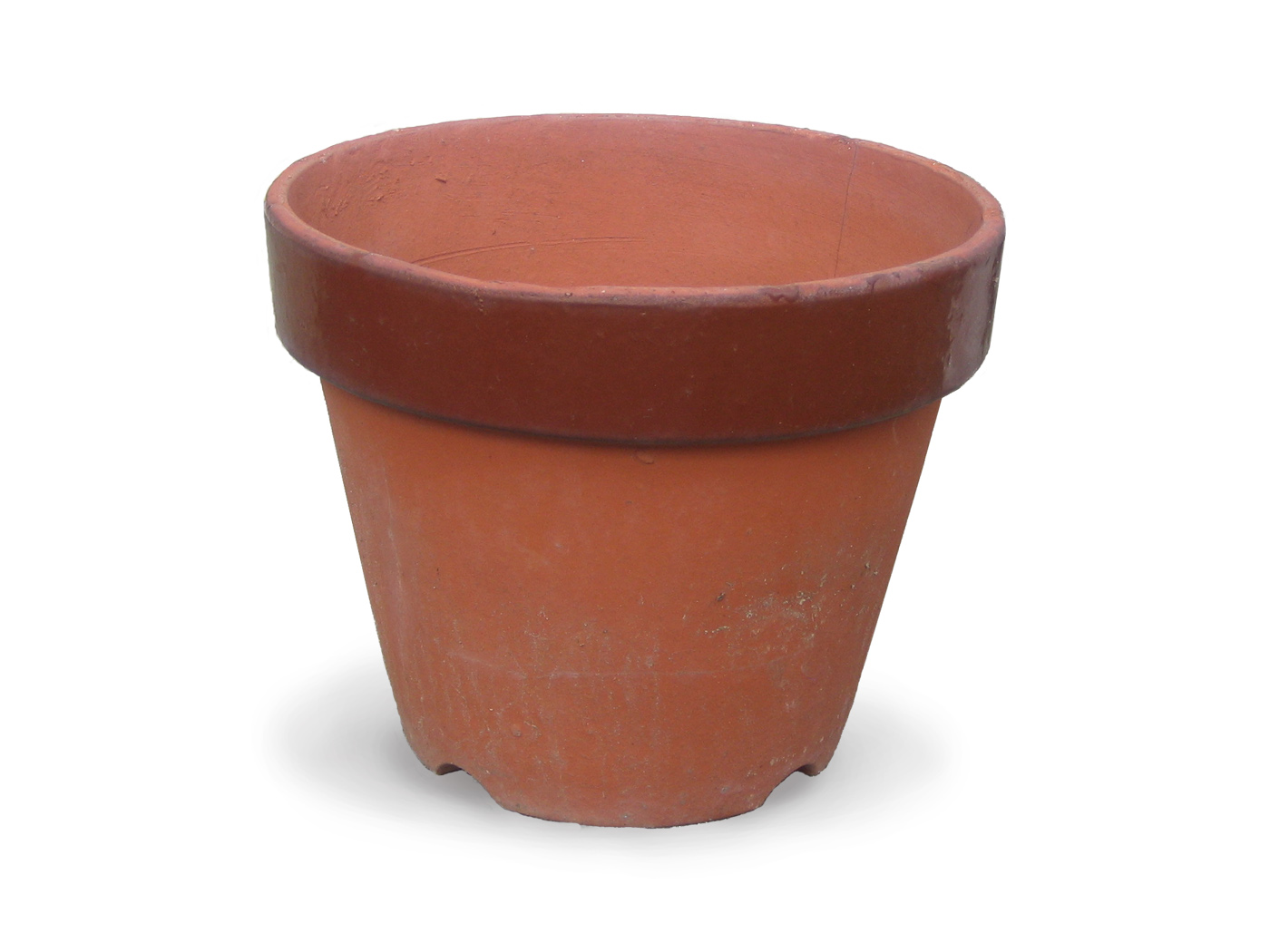
陶製の植木鉢の一例（駄温鉢）

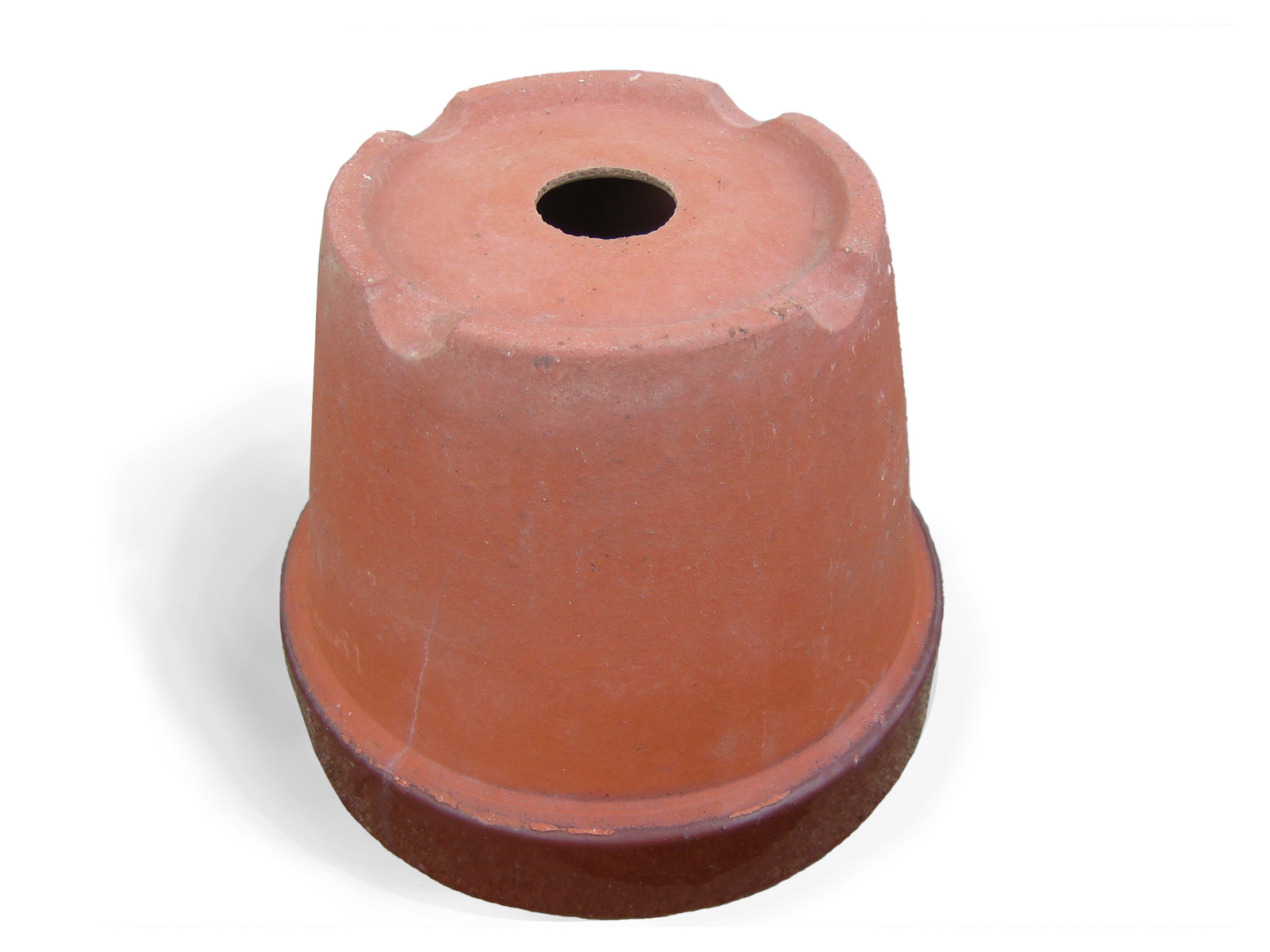
逆さにした状態。中央に排水孔が開いている

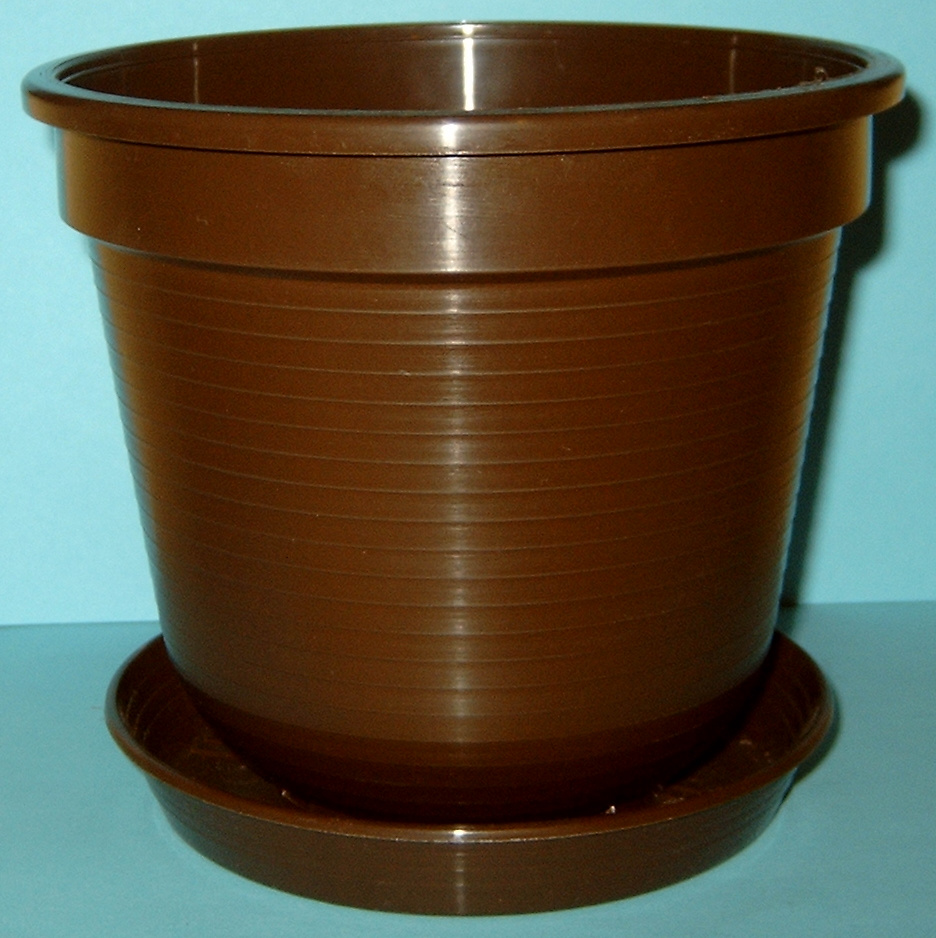
プラスチック製の植木鉢と受け皿

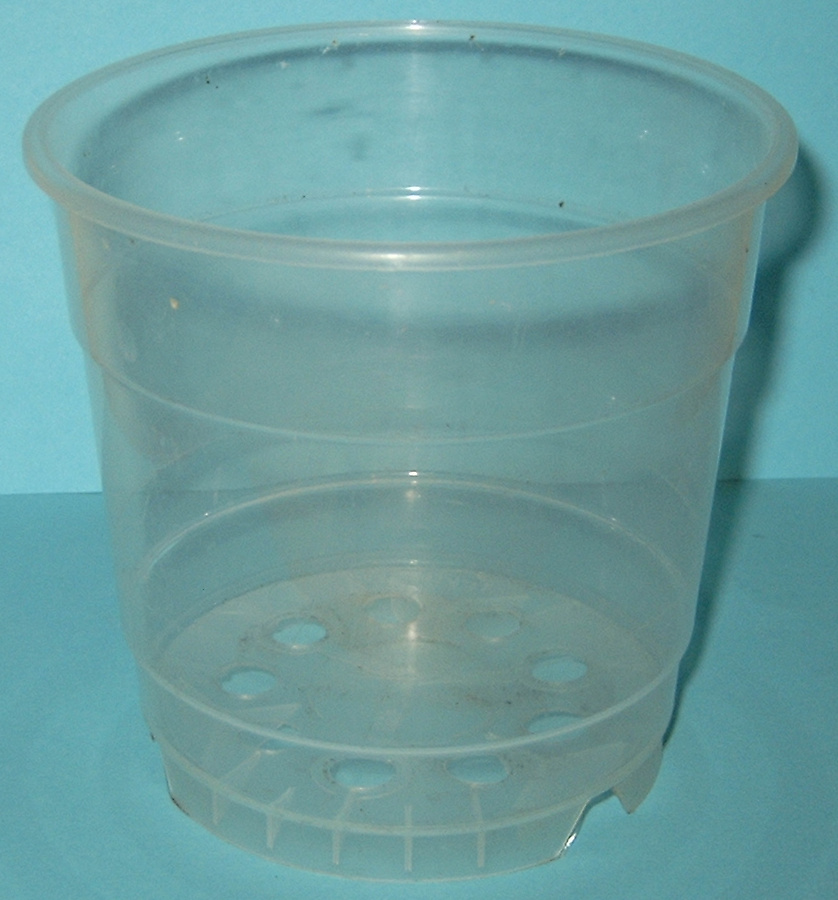
透明の植木鉢

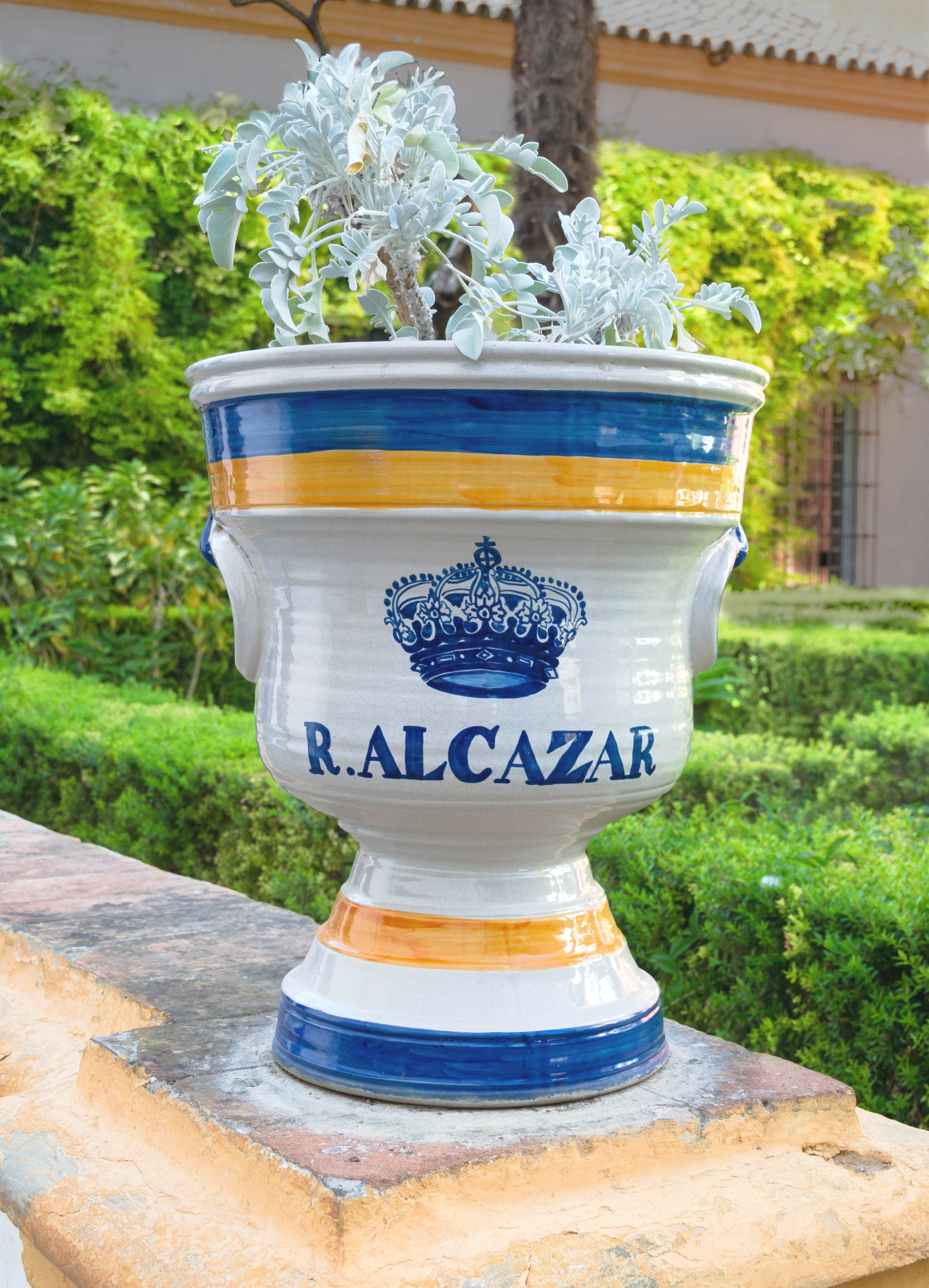
スペイン、セビリアの植木鉢

植木鉢は上面部分が開放され、底面には水抜きのための穴が開けられた構造が一般的である。つまり、用土が常に一定の水分を保ちつつ、余分な水分が排出されるようになっている。また、底面が平面ではなく、周囲が盛り上がり、部分的に切り欠きを作るなど、底からの水はけにも配慮されているものが多い。これは、排水が悪いと有害菌の繁殖や老廃物、有害物質などの蓄積が進むこと、また多くの植物は根も呼吸しているのでそれが阻害されることなどから植物の生育が悪くなるので、それを避けるためのものである。したがって、この構造に合致し、なおかつ有害物質を含有していなければ汎用の容器を転用しても差し支えない。しかし、欧米では孔の開いていない植木鉢も多い。このようなものは鑑賞の時のみに使われ、日本では植木鉢カバーと見なすこともあるが、欧米では一般に区別をしない。また、まったく平らな板に土を盛り上げても植物を栽培することはでき、実際に盆栽にはこのようなものもあり、これも特殊ながら植木鉢と呼びうるものだが、この場合自然に排水するので排水孔は不要である。水草用の鉢も排水孔がない方が良いことが多い。なお、側面に植え込み口や排水孔を持つ植木鉢も稀にある。なお西欧では、排水孔のある植木鉢は受け皿（鉢受皿）がセットになっているのが普通である。また鑑賞鉢ではスタンド、台がセットになっているものも少なくない。
上端の周囲はやや厚くなっているか、盛り上げてあるのが普通である。これは強度保持と持ち運びの扱いやすさのためである。
地植えに比べれば、培養土の容量が限られるので地下部の生育には限度があり、そのため地上部も小型化することが多い（花は小型化しないことが多く、むしろ施肥などの管理に左右される）。しかし、むしろそれを積極的に利用することも多く、場合によっては盆栽のように、あえて小さめの植木鉢に植え、更に根を切り詰めたりして地上部の生育を抑制し矮小化させる技術も盛んに行なわれる（根を切り詰めるのは新根の発生を促す意味もある）。地上部も剪定したり成長抑制ホルモンを使用することもある。
さらに、その地の土質や環境では栽培できないものでも鉢の培養土やその置き場所、管理などを調節することで栽培を可能にすると言う面もあり、特殊な条件を求める植物であっても鉢植えならば栽培が可能になる例も少なくない。多くの洋ランは着生植物だが、鉢植えで栽培されている。
材質
栽培用、観賞用など、その目的に応じて材質は多岐にわたるが、特に陶磁器が非常に多い。中でも土器、陶器が多く、その理由としては保水、排水や通気のバランスがよいこと、美観的に植物によくなじむこと、直射日光や水に対して丈夫なこと、比較的安価で大量に供給ができることなどによる。特に素焼き（テラコッタ）のもの（つまり釉薬をかけないもの）は通気が良く、鉢表面からの水分蒸散により鉢内が蒸れにくく、多くの植物の育成に適している。ただし素焼きのものは乾きやすいこと、割れやすいことと美観に劣る欠点がある。
一般に売られている素焼き鉢のうち、桟の部分のみ上薬を塗ってあり、全体に赤みがかったものは駄温鉢と呼ばれる。一般的な素焼き鉢が約700℃なのに対し、駄温鉢は約1000℃の高温で焼かれているので、割れにくく丈夫であるが、通気性は若干劣る。言い換えると、水持ちが良い。
育苗のためには、かつては素焼鉢や上述の駄温鉢が主流であったが、現在はビニールポットが圧倒的である。また、パルプやピート（泥炭）をプレスして作った育苗用鉢もある。これらは時間がたつと次第に腐食して土と同化するので、植え替え時に抜かずにそのまま地植えしたり、更に大きな鉢に移し替えることができ、根を痛めることが少ない。ただしこれらは短期間しか使用できず繰り返して使うこともできない。
西欧の観賞用の植木鉢としては、庭園用には石製や土器製、青銅製や鉄製のものが多かった。室内用としてはマヨリカなどの陶器のほか磁器や炻器も多い。このほか七宝や、真鍮、銅、錫などの金属製や木製のものも見られる。まれにガラス製のものもある。
中国では景徳鎮などの磁器、宜興などの朱泥、紫泥器が盆栽や蘭の栽培用に作られている。日本では伊万里焼などの磁器、常滑焼の朱泥、信楽焼などが盆栽に、丹波焼の焼締、楽焼や信楽焼などの陶器が宿根草や山野草用に作られる。一般草花用の鉢も信楽のものが多い。このほか埼玉県や愛知県などの瓦や土管のメーカーによって作られている植木鉢もある。また軽石を整形して作られるものもある。
現代では合成樹脂の発達により、プラスチック、ビニール製の植木鉢が増えている。安価で軽いなどの利点があるが、通気性、耐久性や高級感に乏しく、陶磁器製植木鉢を駆逐するまでには至っていない。しかし先述のように生産農家などではビニール製が大部分を占める。また屋外用のものとしてコンクリート製のものもあるが、石灰分を嫌う植物には適さない。
このほか、アワビ、シャコガイなど大きめの貝殻や、ヘゴの幹をくり抜いたり、ヤシ殻や竹筒等の自然物を利用することもある。

## 歴史
園芸にとって、植木鉢はなくてはならない存在である。もともと園芸は特に都市で行なわれる場合、庭園という場所を必要とする関係上、造園術と密接であり、その統率下にあったと言っても過言ではない。しかし植木鉢の登場により、造園術の束縛を離れて、単独の文化として存在することが容易になったと言うことができる。
植木鉢の起源は明らかではないが、屋外に放置した土器に土が溜り、そこにどこからか種子が飛んで来て落ちたか、あるいは果実の食べ滓の種子を捨てたかして育ったのにヒントを得たのではないかと考えられる。そもそも他の用途の容器からの流用が簡単であることもあり、古代文明にはすでに植木鉢が存在していた思われるが、資料はほとんどない。中国では盆栽の祖型である盆養が遅くとも唐代には行なわれていたようであり、宋代には確実に植木鉢による栽培が行なわれていた。
日本では、平安時代には盆養が行なわれ、下って鎌倉時代、上野国佐野に住むある零落した武士夫妻が、大雪の晩、旅の僧に宿を乞われ、大切にしていた秘蔵の鉢植えの梅、桜、松を饗応のために薪にしてしまうが、このおかげで後に出世するという筋の能「鉢の木」（能としては室町時代）は有名である。このことから、すでに鎌倉時代には鉢植え（盆養）が趣味園芸として行なわれていたことがうかがえる。
また日本の江戸時代は園芸が非常に興隆した時代であるが、地植えよりは鉢植えの文化であると言ってもよく、それは、小型の植物が多く愛好されたこと、花や葉の非常にデリケートな美が追求され、風雨から保護したり、屋内に取り込んだりしてじっくりと近くで花や葉を鑑賞する方向に育種が進んだからである。他にも当然移動が容易なことも大きい。参勤交代により常に自国と江戸を行き来しなければならない大名やその家臣にも花好きが多く、その都度移動できる鉢植えは便利であった。またしばしば行なわれた「花合わせ（品評会）」への出品のため、大阪から江戸へ朝顔の鉢植えを早荷で送った豪商の愛好家もいた。こうして鉢植えによる栽培は将軍、大名から庶民に至るまで幅広く行なわれていた。
庶民が普通に使う植木鉢や、繁殖や初期育成などのためには、日用品的な素焼鉢、陶器鉢が用いられていた。江戸の下町での鉢植えの売り歩きなどで売られたものには「土鉢」と呼ばれる素焼の植木鉢が使われていた。江戸では今戸焼が有名であるが、このような日用品的な植木鉢は各地の窯で製造されていたと思われる。瀬戸焼の陶器鉢もよく用いられ、本来他の容器であったものに排水孔を開けたものもしばしば見られる。入谷朝顔市は明治時代初期に始まったものであるが、やはり今戸焼の植木鉢が使われていた。当時の鉢は現在のような型押しではなく、轆轤（ろくろ）を用いて制作されていた。これら現在ほとんど残っていず、ごく稀に今戸焼の鉢が盆栽に使われている程度である。
またそればかりでなく、多くの盆栽は高価に取引されたので、特に江戸時代も中期に至ると植木鉢も伊万里焼の染付など、それに見合う立派な陶磁器のものが製作された。当時の錦絵などを見ると、実に多様な鉢に植物が植えられていることが見て取れる。それらの多くは陶磁器であるが、木製や金属製のものも見られる。それらの中には中国磁器もあるであろうが、日本製の陶磁器も多かったと思われ、古伊万里や楽焼の植木鉢をしばしば見ることがある。また大名が趣味で焼いた御庭焼のようなものもある。一方、淡い花色が多いサクラソウ等では、花色を活かすためもあり、茶道の茶道具にも通ずるわびた風情の陶器鉢が愛用される例も見られる。江戸時代の園芸は、これら多様な陶磁器鉢に支えられていた。特にこの時代には各地で窯業が盛んになったこととも関係しているのであろう。このほか、箱に植物や石、ミニチュアの建築物等を配して景色を模した箱庭も作られた。
ヨーロッパのバロック式庭園では、大理石や青銅などでできた古代ギリシア風の飾り鉢がしばしば設置されていた。また16世紀頃から園芸が急速に発展し、イタリアではマヨリカ製の植木鉢も使われた。イギリスやベルギー等でもやはり植木鉢で栽培する植物が特に早くから育種された。イギリス等でははじめの内は素焼で飾り気のない鉢が普通であったが、次第に展示用の飾り鉢が発達し、特に18世紀から19世紀のヨーロッパでは豪華な調度の中でも引けをとらないよう、マイセンやセーヴル、ウェッジウッドをはじめとする著名な窯などでも豪華に装飾された磁器や炻器、陶器の飾り鉢が製作された。特にジャスパーウェアには茶器や壷などに混じって植木鉢もしばしば散見される。また特にフランスで時おり見かけるものに、木製でもマホガニー等を使った豪華なものがあり、銀製や真鍮製の凝ったデザインのものも少なくない。この時代は産業革命の進展により、ガラスや鉄材の大量生産が可能となり、温室が普及、また一般建築でもガラスの多用により室内が明るくなり、これらにおいて室内での植物栽培が増え、植木鉢の需要が増した。
19世紀に入り、西欧では近代的生産園芸が発展し、大量の育苗用植木鉢が必要になり、これに合わせてイギリスで素焼鉢の大量生産が始まる。こうして生産された鉢は園芸業者や植民地のプランテーション等で大量に消費された。やがて日本でも素焼鉢は大量生産され、この状態は第二次大戦後、特に昭和40年代以降ビニールポットに取って代わられるまで続いた。
アメリカでは19世紀末から陶器製造会社がいくつか生まれ、四半世紀ほどの間に世界有数の陶器メーカーに成長する。アメリカでは広い住宅を飾るのに装飾用植木鉢は重要なアイテムであり、これらのメーカーにとって、装飾用植木鉢は主力商品のひとつであった。しかし第二次大戦後は安価な日本陶器の輸入とプラスチック製品の普及により急速に衰退した。現在イギリス、イタリア、日本などで素焼や陶器の植木鉢がよく生産されている。中国でも宜興を中心に生産が盛んで、この他、最近ではタイ製、ヴェトナム製、マレーシア製などの磁器植木鉢もよく輸入されている。

## 分類

### 栽培鉢と鑑賞鉢
植木鉢は、植物の生理に合致することと、鉢そのものの美観という2つの条件を満たされることが重要である。これらのどちらかに重点を置くかにより、栽培用の鉢と装飾、展示用の鉢がある。ビニールポットや駄温鉢はもっともシンプルな栽培専用鉢であるが、一般的には両者を兼ねているものが多い。欧米では装飾専用の鉢が発達しており、鑑賞に適した状態になった植物を栽培用の鉢のまますっぽり収めるか、植え替えて使用する。また切り花を活けるためなどにも使用する汎用的なものであり（つまり排水孔がないものが多い）、美しく装飾されたものが多く、鉢そのものが観賞に堪えうる美的価値を持っている。このようなものを英語では"Jardiniere"または"Cache pot"と呼び、栽培用のものは"Planter"、"Flower pot"等と言うことが多いが、それほど厳密に使い分けられてはいない。高い台とセットになっていることもある。一方盆栽などの日本や中国の伝統的な園芸では、植物と鉢がよくなじんで一体化することが重要なので、このような飾り鉢はあまり使われないが、植物の美しさを引き立てつつ、しかもそれに見劣りしない風格と美を有する鉢であることが重要である。

### 形状による分類
朝顔型
西欧の庭園では、古くから修景用に大きな植木鉢が置かれることが多く、このようなものの多くは、口が朝顔状に開いた古代ギリシアの壷を模した形状をしており、植木鉢としてだけでなく花瓶としても使われる。室内用のものもあり、把手や台がついていることが多い。
桶型、筒型
栽培用植木鉢として最も一般的なものである。口に向かってやや広がっていく形のものが最も多く、また使いやすい。把手や脚がついているものもある。
瓶型、樽型
口がややすぼまった形状のもので、飾り鉢に多い。欧米では木樽や中国の金魚鉢、日本の火鉢や瓶を流用することもしばしばある。排水孔がなく、花瓶兼用のものも多い。
箱型
立方体、または左右か上下に長い直方体で、日本でプランターと呼ばれるものには長方体のものが多いが、英語では"Planter"と"Flower pot"に形状的区別はない。これも実用的で使いやすいもので、木製や金属製、プラスチック製のものも多い。よく道端で魚の発泡スチロール容器や木箱を転用しているものが見られる。上下に長い箱形のものとしては盆栽用の懸崖鉢に例が見られる。
楕円筒型
センターピースとして使われる豪華な飾り鉢に多い。台や脚、把手がついているものが多い。
皿型
高さよりも直径がはるかに大きいもので、「浅鉢」、更に平らなものは「平鉢」とも呼ばれる。盆栽鉢やシダ鉢、播種用の鉢（パン）に多い。縁、楕円、長方形、多角形と色々な形のものがある。脚のついているものも多い。
椀型、逆円錐型、角型
底が平らではないもので、高台がないものもあり、多くが釣り鉢に用いられる。また縦に半分に切った形のものがウォールポケットに用いられる。
板型
広義の植木鉢の範疇に含まれるものと考えて、ヘゴなどから作った通気性のある板に、ランなどの着生植物を水苔等で植え付けるもの。垂直に使用するので、根付くまでは針金等で植物を固定する。また水平方向での利用として、特に草もの盆栽で、ほとんど平らな陶板や自然石の板に植え付けるものもある。
擬物型
動物や人間、貝、切り株、器具などの形状を模したもの、また人間が鉢を抱えたりしているデザインのものも近年は非常に多い。
不定型
石をそのままくり抜いたもの、流木、大型の貝殻などの自然物の流用、また不整形な陶器など。イワヒバの根塊や苔玉も広い意味で植木鉢と言える。
このほか幅、奥行きに対し高さの比率が大きい（見込が深い）鉢を「深鉢」と言う。

### 用途による分類
置き鉢
一般的な、台や地面に置いて使用、鑑賞する鉢
つり鉢
天井や軒からつり下げて栽培、鑑賞する鉢
ウォールポケット
屋外や室内の壁にかけて栽培、鑑賞する鉢
また、特定の植物用、ジャンル用に特化したものも見られる。これらはその植物の生理や形状に合わせたり、視覚的効果を狙って作られている。
- 盆栽鉢 - さまざまな形があるが、浅いものが多い。懸崖用の高さの比率が大きい鉢を「懸崖鉢」という。
- 朝顔鉢
- 菊鉢
- 桜草鉢 - もともと瀬戸焼の陶器で、日用品としての容器「孫半土（まごはんど）」を流用したもの。形状や色、保水性などがサクラソウに合致していたため愛用された。現在はこれに似せた陶器が製作される。
- 蘭鉢 - ラン科植物は多くが根に十分な通気を必要とするうえ、高価なものも多いので、独特の鉢が用意される。
  - 東洋ランの鉢では、腰の高い鉢が好まれる。やや縦長、あるいは細長い本体に、長い足がついて、接地面から底を高く持ち上げる。また、底の穴は大きめである。また、縁が幅広く突き出ており、これを枠に引っかけるようにして宙づり状態で栽培することもよくある。
  - 洋ランの場合、大部分が着生植物であるから、根が空気を必要とする程度が激しく、鉢底ではなく、側面にスリット状の穴を設けた鉢もある。

- 睡蓮鉢
- 水栽培グラス
- バルブポット

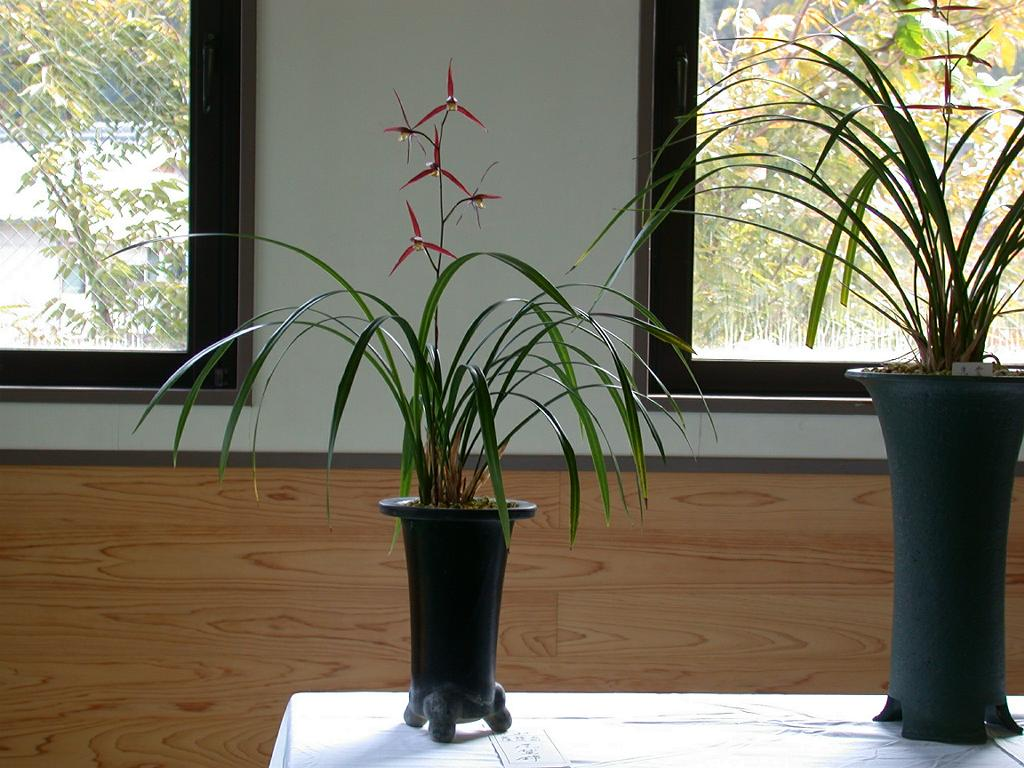
東洋ラン用の蘭鉢
寒蘭の展示会にて

- ビニールポット - 軟質プラスチック性のものを言う。黒色のものがよく知られており、苗など多量に栽培する場合に、軽くて扱いやすいため用いられる。ポリポットとも呼ばれる[1]

また、植木鉢と保温用のカバーが組み合わされているものもある。ワーディアンケース、アクアリウムもその意味で植木鉢の一種とも言いうる。

### 大きさ、サイズ
植木鉢の大きさは、植える植物体の大きさや数にほぼ対応して決められる。細かくいえば、見た目の美的バランス、植物の地下部の形態や量、また培養土の総保水量と植物の生活に必要な水分量とのバランスなどでほぼ決まる。もちろん灌水量や置き場所の環境等である程度調節できるので、それほど厳格なものではない。植木鉢の最上部の縁の直径を計りサイズを決める。
さまざまな大きさのものがあり、小さなものではミニ盆栽用の直径3センチメートルほどのものから、巨大なものでは1メートル以上のものまである。大鉢、中鉢、小鉢という分け方もあるが絶対的なものではない。一般的な園芸では、およそ直径15センチメートルから20センチメートル前後が中鉢、30センチメートル程度以上が大鉢と呼ばれることが多い。一号、一寸は3cm程。高さが同じでも、直系が違えば号数が異なる。日本では、一般的な植木鉢は完全に正確ではないが尺貫法に準拠した規格で製作されていることが多い。たとえば「三号鉢」は口径が約三寸、「七号鉢」は同じく約七寸、「十号鉢」または「尺鉢」は口径約十寸（一尺）という具合である。五号以下では五分ずつ小さなサイズがあることが多い。同じようにイギリスの古い植木鉢では、同様にほぼインチ、フィートにしたがっていることが多い。

## 植木鉢のサイズの例
号数に3をかけるとセンチメートル単位とほぼ同等になる。
一号
3cm
三号9cm
八号24cm
十二号36cm
十五号45cm
となる。

## 使用法
培養土を用いて植物を鉢に植え込み、適当な管理を行う。用土や管理の方法は、当然ながら植物によって大いに異なるが、おおよそ共通するのは以下のような点である。

### 鉢の選択
多湿を好む植物は乾きにくく排水や水分蒸散が過剰でないもの、乾燥を好む植物はその逆など、植物の水分要求度によって使い分けることがある程度必要で、現実にこのような植物に特化した植木鉢もよく見られるが、培養土の吟味、灌水や栽培場の環境などでかなり調節はできる。むしろ、地下部の形状や大きさによる容量に注意する必要がある。たとえばシャクヤクやフクジュソウなど長いひげ根を持つ植物には大きめの鉢、地下茎で横に繁殖しやすい植物には深さよりも広さのある鉢、ゴボウ状の直根を持つものには深鉢が必要である。一方、着生植物の一部や食虫植物など地下部のあまり発達しない植物では、重心や美的バランスを考慮しなければ小さな鉢でも良い場合もある。またティランジアのように植木鉢をあえて必要としない着生植物もある。

### 植え込み
- 植える植物を取り上げ、根本を掃除して、枯葉や腐った根を取り除く。
- 鉢の底の穴にふたをする。鉢底のふた専用の陶器製などのものもあるが、用土に含まれる大きめの小石や瓦のかけら、あるいは壊れた植木鉢の破片などがよく使われる。
- 底から用土を詰める。やや大きめの粒子から入れてゆく。適当に土が入ったら、植物の根を鉢の中に広げ、改めて用土を入れる。根のすき間にうまく用土が入るように、へらなど使うこともよく行われる。用土は詰め込まないように柔らかく入れる。成長途中の苗が倒れないよう、あるいはつる性植物のため、支柱を立てることも多い。

### 仕上げ
- 鉢表面まで用土を入れる。表面に飾りの砂を入れる場合もある。
- しっかり水を含ませる。場合によっては、鉢を水に沈ませて引き上げる。
- 根が落ち着くまでは、やや日陰で水をしっかりやって管理する。

### 植え替え
鉢の用土が悪くなったり、植物が大きく育ったりすると、植え替えをする。鉢から植物を用土のまま抜き出し、古い用土を捨て、根本の掃除をして、新しい鉢に植えなおす。植え替えの時期は、大抵は植物の活動が鈍っている時期である。このときに株分けを行うのもよくあることである。鉢上げともいう。

## 展示、鑑賞
鉢植えをより美しく演出するため、古来から展示方法もさまざまに工夫されて来た。しかし、場合によっては鉢を隠す演出も見られる。
室内等で鑑賞する場合、排水孔から流れ出る余剰な水を受けるための受皿を併用することが多い。欧米では、排水孔のある植木鉢には普通同じ材質、デザインの受皿がセットで製造、販売されることが多い。その場合、受皿の口径は原則として植木鉢の口径に等しい。更に受皿の下に、受け布を敷くこともある。ある程度まとまった数の植木鉢を陳列する時は、数鉢分が収まる大きな金属製の受皿を使うこともある。
培養土の表面には、化粧砂が施されることもある。多くは植物名や品種名を記した名札、ネームプレートが鉢の縁に設置される。これらは現代ではプラスチック製が多いが、凝ったものでは漆塗りや陶磁器のものがある。
駄温鉢やビニールポットの場合は鉢カバーを使うこともある。また欧米では鑑賞鉢にすっぽりと収めて飾ることも多い。
欧米の大型鑑賞鉢は、単独で床に直接設置する場合は、椅子の生活スタイルから、高さ数十センチメートルのスタンドが使われる。これも植木鉢と同質、同柄でセットになっていることが多いが、木等で別に作られるものもある。また鉢とスタンドが一体化して作られているものもある。センターピースとして卓上に飾るものは、脚付きの台が付属していることがある。
盆栽では、室内では多くの場合入念に装飾が施された紫檀などの唐木で作られた台を設置し、その上に置くことが多い。台は多く植木鉢の形に合わせたものが用いられる。
古典菊では、屋外に「花壇」と呼ばれる横長の長方形の展示場を設営する。三方をよしずで囲い、屋根を設け、背景には障子を配することもある。植木鉢は三列から五列に並べ、地面を掘るか土を盛り上げて埋め込み、地面から植物が生えているように見せることもある。肥後花菖蒲や肥後朝顔では室内に毛氈を敷き、一列に鉢を並べ、背後には屏風を立てる。オモト等では、一鉢ずつ木製の台に載せることが多い。サクラソウでは、屋外に「花壇」と呼ばれる屋根付き展示台を作る。菊花壇に類似するが五段の棚を持ち、33鉢から36鉢を陳列する。
イギリスのオーリキュラなどは18世紀から展示台に多数の鉢植えを陳列した。これを舞台に見立てて、「シアター」または「ステージ」と呼び、豪華な装飾を施し、実際の劇場のようにオペラカーテンを備えたり、ランプを備え付けて照明するものもあり、背景には風景画を描いたり、鏡を貼って後ろ側も見えるようにしたり、黒のヴェルヴットで覆い花を浮き立たせたりするなどの試みが行なわれた。
この他園芸の進展に合わせ、ヴィクトリア時代には特に金属製の洒落た植木鉢スタンドが流行し、多くは数段からなる角形や円形、半円形などのさまざまなものが市販されていた。また、水槽や鳥籠、噴水、彫刻などとセットになったものもあった。
イベント的な花の展示会では統一感の演出のため、多くの鉢植えを樹皮チップ等ですっかり覆い、同一の地面から生えているように見せかける手法もよく採られる。
なお、工芸品として、それのみで鑑賞に値する植木鉢も少なくないが、全体的に見て植木鉢は日用品扱いされ、一般に陶芸の世界では植木鉢は重視されていないことが多い。

## 問題点
植木鉢にとって不可避的な問題点は、施肥や水遣りの失敗などによる根腐れなど、管理者の責に帰すべき事由を除くと、植物体、特に根部の成長によって生じる根部と植木鉢内壁との密着により、植え替えなどの際に植物体を鉢から抜去するのが非常に困難になることである。
この現象は根部の発育に伴い、根部が植木鉢内壁に与える圧力が上昇することと、根部が植木鉢内壁に密着することによる、静止摩擦力の増大による。このような状態になると植物体を無傷で植木鉢から抜去することが非常に困難になるので、たいてい、陶磁器鉢の場合は鉢を割ったり、またプラスチック鉢の場合はハサミなどで鉢を切って除去することとなる。植物体根部の生育が著しい場合は、植木鉢の壁面に亀裂が生じたり割れたりする等の「鉢割れ」という現象が起こる。特に陶磁器鉢の場合は内圧に弱いため、比較的よく鉢割れを起こす。また陶磁器鉢では、鉢の壁面に亀裂が入ってはいるが割れきらずにいる、という現象もよく見られる。しかし、この「鉢割れ」という現象を逆手に取ることで、あらかじめ鉢壁が割れている鉢を作ることができる。その製法は、鉢割れを起こした鉢（前述の「壁面が完全に破断していない状態の鉢」では、亀裂の走行方向の延長線上を軽く叩くことにより亀裂自体を成長させ、鉢を上手に割る）から植物体を抜去し、接着剤等で割れを補修し、鉢の外周にナイロンバンドを巻くなどして保持することにより完成する。この鉢の特徴は、根部の発育により容易に割れることである。つまり万一、鉢割れを起こすほど植物体根部が旺盛に発育したとしても、接着剤で接合した部分が無傷の鉢よりもはるかに低い圧力で割れることで、根部へのストレスが軽減されることである。このような鉢を「カチ割れ鉢」と称する。しかし見栄えの点から現在、市販はされていない。なお、植物体（根部）を植木鉢から抜去する方法としては、竹べらや薄くて弾性に富む金属板（8号鉢以上の大型株では建築用の曲尺が好結果）を植木鉢の内壁といわゆる「根鉢」の間に挿入して左右にこじることを鉢全周にわたり繰り返し、根部と植木鉢内壁との密着をはがす方法もある。ただこの方法では根部を傷めやすいことに留意する必要がある。